# Megi Doçi
Megi Doçi (Burrel, 14 ottobre 1996) è una calciatrice albanese, attaccante del Vllaznia e della nazionale albanese.

## Carriera
Nata a Burrel, cittadina nel comune di Mat, Doçi si avvicina al calcio fin da giovanissima, passione trasmessale dal padre che la tiene vicina mentre segue alla televisione le partite della nazionale tedesca, dovendo però giocare di nascosto alla madre che si oppone decisamente all'inclinazione della figlia. Rimasta a Burrel fino all'età di 12 anni, giocando amatorialmente  con le compagne di scuola, dopo aver scoperto che a Tirana era stata istituita una squadra interamente femminile, la Dardania, ottiene il permesso di trasferirsi dai parenti nella Capitale affinché lei potesse perseguire la sua passione.

### Club
Con la Dardania affronta la stagione 2010-2011 siglando 4 gol, trasferendosi già l'estate successiva al Tirana AS, la vincitrice del campionato inaugurale di Kampionati Kombëtar i Futbollit Femra, squadra con la quale si mette in luce siglando ben 22 reti e attirando le attenzioni dell'Ada Velipojë che la tessera prima della fine del campionato. Con la maglia della società di Velipojë sigla altri 15 gol, contribuendo alla conquista del secondo titolo di Campione d'Albania, rimanendo anche per tutta la stagione successiva, dove sigla altre 15 reti e, al termine del campionato 2012-2013, festeggia con le compagne il terzo titolo nazionale di categoria. Grazie a questi risultati la squadra ottiene anche l'accesso alla UEFA Women's Champions League, dove Doçi fa il suo debutto l'11 agosto 2012 nella fase preliminare della stagione 2012-2013, scendendo in campo da titolare nella pesante sconfitta per 14-1 con le ucraine del Žytlobud-1 Charkiv, e marcando 3 presenze, sempre nella fase di qualificazione preliminare, anche nella stagione successiva.
Con la decisione della società di chiudere la sezione femminile prima dell'iscrizione alla stagione 2013-2014, Doçi, come la gran parte dell'organico della precedente squadra, viene assorbita da una nuova realtà del calcio femminile albanese, il Vllaznia, che ottiene di sostituire l'Ada Velipoje nel campionato entrante. Da allora veste la maglia della società di Scutari, squadra che rileva nelle prestazioni di rilievo l'Ada e affermandosi come leader di campionato e Coppa d'Albania ottenendo il double nei due tornei per otto volte consecutive. Di conseguenza la squadra ha rappresentato la Federcalcio albanese nella Champions League femminile dalla stagione 2014-2015, con Doçi che è autrice anche della rete che al 48', fissando sul 2-1 il risultato con le faroesi del KÍ Klaksvík, stabilisce anche il primato della prima vittoria di una squadra albanese nel torneo UEFA.
Nelle edizioni 2017-2018 e 2018-2019 viene dichiarata dal blog Futebol Feminino Alternativo la miglior marcatrice del torneo, inoltre, segnando 88 reti per la sua squadra nel campionato 2019-2020, Doçi vince la sua prima "Scarpa d'Oro" albanese di categoria.
Nel gennaio 2024 coglie l'occasione per disputare il suo primo campionato all'estero, firmando un accordo con il Galatasaray per il prestito per la restante seconda parte della stagione, contribuendo grazie alle 3 reti su 13 incontri di campionato a far conquistare al club turco il suo primo trofeo nazionale e il conseguente accesso in UEFA Women's Champions League.

### Nazionale
Doçi viene convocata per la prima volta con la formazione Under-19 per rappresentare l'Albania alle qualificazioni per l'Europeo di Norvegia 2014, dove però la sua nazionale, inserita nel gruppo 7, si dimostra incapace di competere allo stesso livello delle avversarie, chiudendo la prima fase di qualificazione con nessuna rete realizzata, 20 subite, e tre sconfitte, venendo di conseguenza eliminata già all'inizio del torneo. In quest'occasione scende in campo, da titolare, in tutti i tre incontri disputati. Rimasta in rosa anche per la successiva qualificazione all'Europeo di Israele 2015 marca, ancora da titolare, 3 presenze in tutti gli incontri disputati dall'Albania, con la nazionale che viene eliminata nuovamente alla prima fase con un ancora più pesante quantità di reti subite, 24, nessuna rete realizzata e tre sconfitte. La sconfitta per 5-0 con le pari età della Polonia del 18 settembre 2014 è anche l'ultimo incontro ufficiale UEFA giocato da Doçi con la maglia dell'Under-19.
Nel frattempo il commissario tecnico Altin Rraklli decide di convocarla nella nazionale maggiore in occasione della qualificazione della zona UEFA, gruppo 5, per il Mondiale del Canada 2015, debuttando il 14 giugno 2014 rilevando Ezmiralda Franja al 76' nell'incontro perso per 3-0 con il Portogallo. In seguito Rraklli le rinnova la fiducia, convocandola con regolarità alle successive qualificazioni per l'Europeo dei Paesi Bassi 2017, dove marca 5 presenze, così come i successivi CT per il Mondiale di Francia 2019, dove marca la sua prima rete aprendo le marcature nel vittorioso incontro per 2-1 con la Grecia nel turno di qualificazione preliminare, e per l'Europeo di Inghilterra 2022, siglando complessivamente 5 reti su 23 presenze e fallendo in ogni occasione l'accesso alla fase finale.

## Palmarès

### Club
- Campionato albanese: 11

Ada Velipojë: 2011-2012, 2012-2013
Vllaznia: 2013-2014, 2014-2015, 2015-2016, 2016-2017, 2017-2018, 2018-2019, 2019-2020, 2020-2021, 2021-2022
- Campionato turco femminile: 1

Galatasaray: 2023-2024
- Coppa d'Albania: 8

Vllaznia: 2013-2014, 2014-2015, 2015-2016, 2016-2017, 2017-2018, 2018-2019, 2019-2020, 2020-2021

### Individuale
- capocannoniere del campionato albanese: 1

2019-2020: (88 reti)